# Coordenades isotròpiques
En la teoria de les varietats lorentzianes, els espai-temps esfèricament simètrics admeten una família d'esferes rodones imbricades. Hi ha diversos tipus diferents de diagrames de coordenades que s'adapten a aquesta família d'esferes imbricades; el més conegut és el diagrama de Schwarzschild, però el diagrama de coordenades isotròpiques també sol ser útil. La característica definidora d'un carta isotròpica és que la seva coordenada radial (que és diferent de la coordenada radial d'un carta de Schwarzschild) està definida de manera que els cons de llum apareixen rodons. Això significa que (excepte en el cas trivial d'una varietat localment plana), les coordenades isotròpiques angulars no representen fidelment les distàncies dins de les esferes imbricades, ni la coordenada radial representa fidelment les distàncies radials. D'altra banda, els angles en els hiperslices de temps constant es representen sense distorsió, d'aquí el nom del gràfic.
Els gràfics isotròpics s'apliquen més sovint a espai-temps estàtics amb simetria esfèrica en teories mètriques de la gravitació com la relativitat general, però també es poden utilitzar per modelar una bola de fluid esfèricament pulsant, per exemple. Per a solucions esfèricament simètriques aïllades de l'equació de camp d'Einstein, a grans distàncies, els diagrames isotròpics i de Schwarzschild es tornen cada cop més similars al diagrama esfèric polar habitual en l'espai-temps de Minkowski.

## Definició
En un gràfic isotròpic (en un espai-temps esfèricament simètric estàtic), la mètrica (també coneguda com a element de línia) pren la forma
{\displaystyle g=-a(r)^{2}\,dt^{2}+b(r)^{2}\,\left(dr^{2}+r^{2}\,\left(d\theta ^{2}+\sin(\theta )^{2}\,d\varphi ^{2}\right)\right),}
{\displaystyle -\infty <t<\infty ,\,r_{0}<r<r_{1},\,0<\theta <\pi ,\,-\pi <\varphi <\pi }
Depenent del context, pot ser oportú tenir en compte {\displaystyle a,\,b} com a funcions indeterminades de la coordenada radial (per exemple, en derivar una solució exacta estàtica i esfèricament simètrica de l'equació de camp d'Einstein). Alternativament, podem connectar funcions específiques (possiblement depenent d'alguns paràmetres) per obtenir un gràfic de coordenades isotròpiques en un espai-temps lorentzian específic.

## Camps vectorials Killing
L'àlgebra de Lie dels camps vectorials de Killing d'un espai-temps estàtic esfèricament simètric pren la mateixa forma en el diagrama isotròpic que en el diagrama de Schwarzschild. És a dir, aquesta àlgebra es genera pel camp vectorial irrotacional de Killing de tipus temporal
{\displaystyle \partial _{t}}
i tres camps vectorials de Killing semblants a l'espai
{\displaystyle \partial _{\varphi }}
{\displaystyle \sin(\varphi )\,\partial _{\theta }+\cot(\theta )\,\cos(\varphi )\partial _{\varphi }}
{\displaystyle \cos(\varphi )\,\partial _{\theta }-\cot(\theta )\,\sin(\varphi )\partial _{\varphi }}
Aquí, dient això {\displaystyle {\vec {X}}=\partial _{t}} és irrotacional significa que el tensor de vorticitat de la congruència temporal corresponent s'anul·la; per tant, aquest camp vectorial de Killing és hipersuperfície ortogonal. El fet que l'espai-temps admeti un camp vectorial de Killing irrotacional de tipus temporal és, de fet, la característica definidora d'un espai-temps estàtic. Una conseqüència immediata és que les superfícies de coordenades de temps constants {\displaystyle t=t_{0}} formen una família d' hiperllesques espacials (isomètriques) (hipersuperfícies de tipus espai).
A diferència del diagrama de Schwarzschild, el diagrama isotròpic no és gaire adequat per construir diagrames d'incrustació d'aquestes hiperllesques.

## Una família d'esferes imbricades estàtiques
Les superfícies {\displaystyle t=t_{0},\,r=r_{0}} apareixen com a esferes rodones (quan representem els llocs geomètrics de manera esfèrica polar), i a partir de la forma de l'element de línia, veiem que la mètrica restringida a qualsevol d'aquestes superfícies és
{\displaystyle g|_{t=t_{0},r=r_{0}}=b(r_{0})^{2}\,r_{0}^{2}g_{\Omega }=b(r_{0})^{2}\,r_{0}^{2}\,\left(d\theta ^{2}+\sin(\theta )^{2}\,d\varphi ^{2}\right),\;0<\theta <\pi ,-\pi <\varphi <\pi }
on {\displaystyle \Omega =(\theta ,\varphi )} són coordenades i {\displaystyle g_{\Omega }} és la mètrica riemanniana de l'esfera 2 de radi unitari. És a dir, aquestes esferes de coordenades imbricades sí que representen esferes geomètriques, però l'aspecte de {\displaystyle b(r_{0})\,r} en lloc de {\displaystyle r} mostra que les coordenades radials no corresponen a l'àrea de la mateixa manera que per a les esferes en un espai euclidià ordinari. Compareu les coordenades de Schwarzschild, on la coordenada radial té la seva interpretació natural en termes de les esferes imbricades.

## Singularitats de coordenades
Els llocs {\displaystyle \varphi =-\pi ,\,\pi } marquen els límits de la carta isotròpica i, igual que a la carta de Schwarzschild, assumim tàcitament que aquests dos llocs s'identifiquen, de manera que les nostres suposades esferes rodones són realment esferes topològiques.
Igual que amb el diagrama de Schwarzschild, el rang de la coordenada radial pot estar limitat si la mètrica o la seva inversa augmenta per a alguns valors d'aquesta coordenada.

## Un Ansatz mètric
L'element de línia donat anteriorment, amb f i g, considerats com a funcions indeterminades de la coordenada isotròpica r, s'utilitza sovint com a representant mètric per derivar solucions estàtiques amb simetria esfèrica en relativitat general (o altres teories mètriques de la gravitació).
Com a il·lustració, esbossarem com calcular la connexió i la curvatura utilitzant el mètode de càlcul exterior de Cartan. Primer, llegim de l'element de línia un camp de coframe,
{\displaystyle \sigma ^{0}=-a(r)\,dt}
{\displaystyle \sigma ^{1}=b(r)\,dr}
{\displaystyle \sigma ^{2}=b(r)\,r\,d\theta }
{\displaystyle \sigma ^{3}=b(r)\,r\,\sin(\theta )\,d\varphi }
on considerem {\displaystyle a,\,b} com a funcions llises indeterminades de {\displaystyle r}. (El fet que el nostre espai-temps admeti un marc de referència que tingui aquesta forma trigonomètrica particular és una altra expressió equivalent de la noció de carta isotròpica en una varietat lorentziana estàtica i esfèricament simètrica). Prenent les derivades exteriors i utilitzant la primera equació estructural de Cartan, trobem la connexió no nul·la uniforme
{\displaystyle {\omega ^{0}}_{1}={\frac {f'\,dt}{g}}}
{\displaystyle {\omega ^{1}}_{2}=-\left(1+{\frac {r\,b'}{b}}\right)\,d\theta }
{\displaystyle {\omega ^{1}}_{3}=-\left(1+{\frac {r\,b'}{b}}\right)\,\sin(\theta )\,d\varphi }
{\displaystyle {\omega ^{2}}_{3}=-\cos(\theta )\,d\varphi }
Prenent de nou les derivades externes i connectant-les a la segona equació estructural de Cartan, trobem les formes de curvatura.